# Čad
Čad (francosko Tchad [tʃa(d)], arabsko تشاد, Tšād [tʃaːd]; uradno Republika Čad) je celinska država v Srednji Afriki.
Na severu meji na Libijo, na vzhodu na Sudan, na jugu na Srednjeafriško republiko, na jugozahodu na Kamerun in Nigerijo in na zahodu na Niger. Zaradi oddaljenosti od morja in pretežno puščavskega podnebja ga občasno imenujejo »Mrtvo srce Afrike«.
Čad se deli v tri glavne geografske regije: puščavsko območje na severu, sušen sahelski pas v sredini in savanski pas na jugu. Jezero Čad, po katerem se imenuje država, je največje mokrišče v Čadu in drugo največje v Afriki. Najvišji vrh Čada je Emi Koussi v Sahari, daleč največje mesto pa prestolnica N'Djamena.
V Čadu živi več kot 200 različnih etničnih in jezikovnih skupin. Uradna jezika sta francoščina in arabščina. Najbolj razširjena religija je islam.

## Religija
| Religija v Čadu (Pew Research Center) | Religija v Čadu (Pew Research Center) | Religija v Čadu (Pew Research Center) | Religija v Čadu (Pew Research Center) | Religija v Čadu (Pew Research Center) |
| ------------------------------------- | ------------------------------------- | ------------------------------------- | ------------------------------------- | ------------------------------------- |
| religija                              | religija                              |                                       | odstotek                              | odstotek                              |
| islam                                 | islam                                 |                                       | 57%                                   | 57%                                   |
| krščanstvo                            | krščanstvo                            |                                       | 39%                                   | 39%                                   |
| nobena                                | nobena                                |                                       | 2%                                    | 2%                                    |
| tradicionalna                         | tradicionalna                         |                                       | 1%                                    | 1%                                    |
| druge                                 | druge                                 |                                       | 1%                                    | 1%                                    |

Čad je versko raznolika država. Različne ocene, vključno z oceno Raziskovalnega središča Pew iz leta 2010, so pokazale, da je bilo 52–58 % prebivalstva muslimanov, medtem ko je bilo 39–44 % kristjanov. 22 % je bilo katoličanov in 17 % protestantov. Med muslimani jih je 48 % trdilo, da so suniti, 21 % šiiti, 4 % ahmadi in 23 % nekonfesionalni muslimani. Majhen delež prebivalstva še naprej sledi avtohtonim religijam. Animizem vključuje različne verske smeri, ki so zelo specifične. Islam se izraža na različne načine; na primer, 55 % muslimanskih Čadovcev pripada sufijskim redom. Krščanstvo je prispelo v Čad s francoskimi in ameriškimi misijonarji; tako kot pri čadskem islamu, sinkretizira elemente predkrščanskih verskih prepričanj. Muslimani so večinoma osredotočeni v severnem in vzhodnem delu Čada, animisti in kristjani pa živijo predvsem v južnem delu in v Guéri. Ustava predvideva sekularno državo in zagotavlja versko svobodo; različne verske skupnosti praviloma sobivajo brez težav.